# Thomas-Jean-Jacques Loranger
Pour les articles homonymes, voir Loranger.
Thomas-Jean-Jacques Loranger, homme politique, juge et écrivain canadien, né le 2 février 1823 à Sainte-Anne-d’Yamachiche, fils de Joseph Rivard, dit Loranger, et de Marie-Louise Dugal, décédé le 18 août 1885 à Sainte-Pétronille.

## Biographie
Aîné d’une famille de 13 enfants, il fait ses études au séminaire de Nicolet et étudie le droit à Trois-Rivières. Admis au Barreau du Bas-Canada le 22 avril 1844, il exerce sa profession à Trois-Rivières et à Montréal, et est nommé Conseil de la Reine en 1854.
Élu en 1854 comme député reformiste de la circonscription de Laprairie à l’Assemblée législative de la province du Canada et réélu en 1857, il devient secrétaire provincial du Bas-Canada dans le gouvernement du John A. Macdonald et George-Étienne Cartier. Il joue un rôle important dans le débat sur la double majorité, et oppose le choix d'Ottawa comme capitale en faveur de Montréal. En 1862, Loranger contribue à la défaite des conservateurs sur le projet de loi de la milice, et le cabinet de John Sandfield Macdonald et de Louis-Victor Sicotte prend le pouvoir.
Nommé juge de la Cour supérieure du Québec en 1863, il siège à Beauharnois, à Saint-Jean et à Sorel, et est aussi souvent appelé comme juge ad hoc à la Cour d'appel du Québec. Il prend sa retraite en 1879 et devient professeur de droit administratif à l’université Laval.
Il est aussi auteur de plusieurs livres sur le droit civil et constitutionnel, et contribue aux revues de droit la Thémis et la Revue légale.

## Ouvrages
- Thomas-Jean-Jacques Loranger, Commentaire sur le Code Civil du Bas-Canada, A.E. Brassard, 1873 (lire en ligne)
- Thomas-Jean-Jacques Loranger, Lettres sur l’interprétation de la constitution fédérale, dite l’Acte de l’Amérique britannique du Nord, 1867 (1re Lettre), 1883 (lire en ligne)